# Freda Du Faur

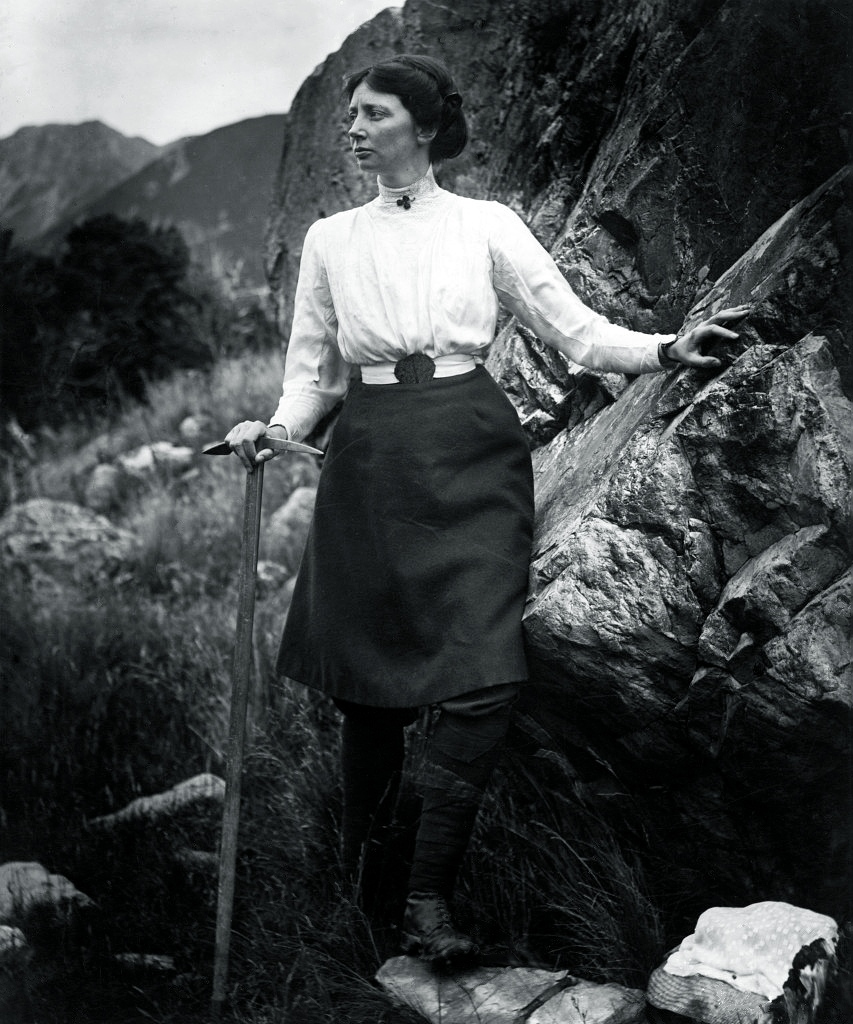
Emmeline Freda Du Faur, fotografiert von George Edward Mannering

Emmeline Freda Du Faur (geboren am 16. September 1882 in Sydney (Australien); gestorben am 13. September 1935 ebenda) war eine australische, jedoch hauptsächlich in Neuseeland aktive Bergsteigerin. Sie war der erste Mensch, der die drei höchsten Gipfel der neuseeländischen Alpen bestieg. Sie erklomm als erste Frau den 3724 m hohen Aoraki/Mount Cook, den höchsten Berg Neuseelands.

## Leben
Freda Du Faur kam am 16. September 1882 in Croydon, einem heutigen Stadtteil von Sydney, zur Welt. Sie war die Tochter des Mäzens für Erkundung und Kunst, Frederick Eccleston Du Faur, und dessen zweiter Frau Blanche Elizabeth Mary, der Tochter des Professors John Woolley. Sie besuchte die Sydney Church of England Girls Grammar School und verbrachte viel Zeit im Ku-ring-gai-Chase-Nationalpark, wo sie gerne kletterte. Später begann sie eine Ausbildung als Krankenschwester, brach diese jedoch ab.
Nach erfolgreichen Jahren als Bergsteigerin in Neuseeland gründete sie zusammen mit ihrer Freundin und späteren Lebensgefährtin Muriel Cadogan und weiteren Frauen einen Feminist Club, dessen Ziele die Aufklärung der Mitglieder über ihre nationalen und zivilen Pflichten und ein Zuwachs des Einflusses von Frauen im öffentlichen und privaten Leben waren. Später folgte Du Faur Cadogan nach Bournemouth in England, wo sie 1915 in London ein Buch mit dem Titel The Conquest of Mount Cook and Other Climbs publizierte. Nach dem Tod ihrer Lebensgefährtin im Juni 1929 kehrte sie zurück in ihre Heimat und lebte zurückgezogen in Dee Why nahe Sydney. Dort verstarb Freda Du Faur am 13. September 1935 auf ihrem Anwesen. Todesursächlich war eine selbst herbeigeführte Kohlenstoffmonoxidvergiftung. Sie wurde auf dem Church of England cemetery in Manly beigesetzt.

## Alpinistische Karriere

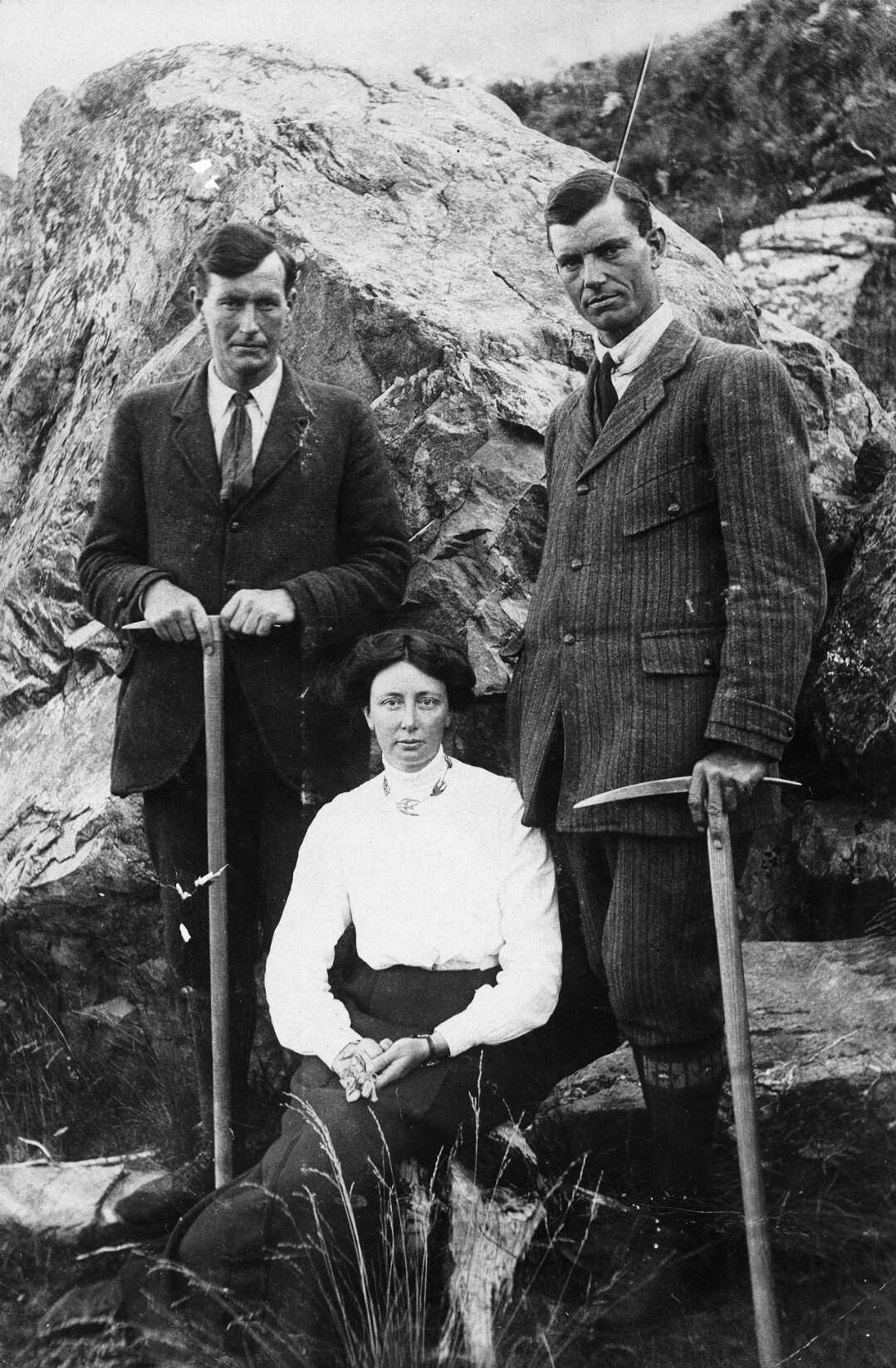
Du Faur mit den Gebrüdern Graham

1906 besuchte Du Faur erstmals die gebirgige Südinsel Neuseelands und warf einen ersten Blick auf den Aoraki. 1909 kehrte sie hierher zurück, nachdem sie bereits in Australien mit Muriel Cadogan trainiert hatte, lebte im Hermitage Hotel in Mount Cook Village und ging bei Peter Graham in die Lehre. Bereits in derselben Saison gelang ihr die Besteigung der Minarets sowie die erste Traverse des 3199 m hohen Malte Brun. Bereits ein Jahr später am 3. Dezember 1910 erklomm sie zusammen mit Peter Graham und dessen Bruder Alec den Aoraki. Sie war nicht nur die erste Frau auf dem höchsten Gipfel Neuseelands, sondern erreichte diesen mit den Gebrüdern Graham innerhalb von etwa sechs Stunden, was den damals schnellsten Aufstieg darstellte.

“I gained the summit … feeling very little, very lonely and much inclined to cry.”

„Ich erreichte den Gipfel … fühlte mich sehr klein, sehr einsam und war arg geneigt zu weinen.“

Im gleichen Jahr versuchte sie sich auch am zweithöchsten Berg des Landes, dem 3497 m hohen Mount Tasman, scheiterte jedoch bei schlechtem Wetter. Dafür gelang ihr die Erstbesteigung des 2966 m hohen Mount Chudleigh. Die nächste Saison begann mit der Erstbesteigung des nach ihr benannten 2330 m hohen Du Faur Peak. Es folgte am 24. März der erneute Gipfelsturm auf den Mount Tasman, der ihr und den Gebrüdern Graham dieses Mal gelang. Damit war sie auch auf dem zweithöchsten Berg des Landes die erste Frau. Eine Woche später folgten die Erstbesteigung des 3440 m hohen Mount Dampier über den Linda-Gletscher sowie der Gipfelerfolg am 3194 m hohen Lendenfeld Peak über das Grand Plateau. In ihrer letzten Saison 1913 schaffte sie die Traverse der drei Gipfel des Aoraki sowie die Zweitbesteigung des 3151 m hohen Mount Sefton. Du Faur war somit der erste Mensch, dem die Erstüberschreitung der drei höchsten Gipfel der neuseeländischen Alpen gelang.
Insbesondere während der Anfänge ihrer Kletterkarriere musste Du Faur gegen Vorurteile sowie gegen den Verlust ihrer Reputation ankämpfen, da sie Nächte am Berg alleine mit ihrem Bergführer verbrachte. Meist wurde daher auf einer weiteren Begleitperson bestanden, wobei teilweise deren Fähigkeit zweitrangig war. Du Faur trug nebst Knickerbocker und Gamaschen auf jeder Tour einen Rock. Sie wollte damit feminin erscheinen und ein Zeichen gegen ihre Kritiker setzen, auch wenn sich ihre Kleidung teilweise als nicht ideal geeignet erwies. Trotz solcher Einschränkungen erwies sie sich als gewandte und ausdauernde Bergsteigerin.

## Einfluss und Kampf für die Gleichberechtigung
Freda Du Faur trug nicht nur zu einer erhöhten Akzeptanz von Frauen im Bergsport bei, sondern erzeugte auch ein gesteigertes Interesse für den Sport sowohl bei Frauen als auch bei Neuseeländern selbst, die bisher ihre eigenen Gipfel im Bezug auf Bergsteigen kaum beachtet hatten.

“Women climbers will always have reason to thank Miss Du Faur for this season, for in it she fought the battle for emancipation of her sex in matters mountaineering.”

„Bergsteigerinnen werden Freda Du Faur für immer zu Dank verpflichtet sein, denn in dieser [ersten] Saison nahm sie den Kampf für die Emanzipation der Frau beim Bergsteigen auf.“

1914 reiste Du Faur nach Europa und nahm Kontakt mit dem Ladies’ Alpine Club in London auf. Dieser hatte keinen Zutritt zu der Männerdomäne des Alpine Club. Dieser untergeordnete Status missfiel Du Faur. Ihr Ziel war die völlig Gleichstellung mit den (männlichen) Alpinisten. Über diese Aktivitäten kam sie auch mit Suffragetten in Kontakt und engagierte sich für das Frauenwahlrecht.